# Marc Orts
Marc Orts (Badalona, 1972) és un tècnic de so català, guanyador de set Premis Goya al millor so. El seu pare és crític de cinema i amb 18 anys va començar a treballar en un estudi de so i de doblatge. Va començar com assistent al departament de so als llargmetratges Mararía i El milagro de P. Tinto (1998), com a editor de so a Els sense nom (1999) i Asfalto (2000) i com a mesclador de so a Manolito Gafotas en ¡Mola ser jefe! i Marujas asesinas (2001). El 2003 fou nominat per primer cop al Goya al millor so per Darkness de Jaume Balagueró.
Ha guanyat set vegades el Goya al millor so: el 2008 amb L'orfenat, el 2011 amb Buried (Enterrat), el 2013 amb The Impossible, el 2014 amb El Niño, el 2017 amb Un monstre em ve a veure, el 2022 per Tres i el 2024 per La societat de la neu. A més ha estat nominat a aquest guardó nou cops pel seu treball a Darkness (2003), Mapa dels sons de Tòquio (2010). La piel que habito (2012), EVA (2012), Blackthorn (2012), Anacleto: Agente secreto (2016), Dolor y gloria (2019), Madres paralelas (2021) i Un any, una nit (2023). També ha guanyat vuit premis Gaudí al millor so pel seu treball a REC 2 (2009), The Impossible (2013), El Niño (2014), Anacleto: Agente secreto (2016), Un monstre em ve a veure (2017), Dolor y gloria (2019), Tres (2022) i Un any, una nit (2023).
També és professor a l'ESCAC - Escola Superior de Cinema i Audiovisuals de Catalunya i a l'ECAM de Madrid, i també dona màsters i conferències. També és responsable de l'equip artístic de so a Deluxe.

## Premis i nominacions
Gaudí al millor so
| Any  | Pel·lícula                               | Director                     | Resultat  |
| ---- | ---------------------------------------- | ---------------------------- | --------- |
| 2009 | No me pidas que te bese porque te besaré | Albert Espinosa              | Nominat   |
| 2010 | REC 2                                    | Jaume Balagueró i Paco Plaza | Guanyador |
| 2011 | Buried (Enterrat)                        | Rodrigo Cortés               | Nominat   |
| 2011 | Els ulls de la Júlia                     | Guillem Morales              | Nominat   |
| 2011 | Herois                                   | Pau Freixas                  | Nominat   |
| 2012 | EVA                                      | Kike Maíllo                  | Nominat   |
| 2013 | The Impossible                           | Juan Antonio Bayona          | Guanyador |
| 2013 | REC 3: Gènesi                            | Paco Plaza                   | Nominat   |
| 2014 | Fill de Caín                             | Jesús Monllaó                | Nominat   |
| 2015 | El niño                                  | Daniel Monzón                | Guanyador |
| 2015 | L'altra frontera                         | André Cruz Shiraiwa          | Nominat   |
| 2015 | REC 4                                    | Jaume Balagueró              | Nominat   |
| 2016 | Anacleto: Agent secret                   | Javier Ruiz Caldera          | Guanyador |
| 2016 | Atrapa la bandera                        | Enrique Gato                 | Nominat   |
| 2017 | Un monstre em ve a veure                 | Juan Antonio Bayona          | Guanyador |
| 2017 | 100 metres                               | Marcel Barrena               | Nominat   |
| 2019 | Superlópez                               | Javier Ruiz Caldera          | Nominat   |
| 2020 | Dolor y gloria                           | Pedro Almodóvar              | Guanyador |
| 2022 | Tres                                     | Juanjo Giménez Peña          | Guanyador |
| 2022 | Les lleis de la frontera                 | Daniel Monzón                | Nominat   |
| 2023 | Un any, una nit                          | Isaki Lacuesta               | Guanyador |
| 2023 | Les línies tortes de Déu                 | Oriol Paulo                  | Nominat   |

Premi Goya al millor so

| Any  | Pel·lícula               | Director            | Resultat  |
| ---- | ------------------------ | ------------------- | --------- |
| 2003 | Darkness                 | Jaume Balagueró     | Nominat   |
| 2008 | L'orfenat                | Juan Antonio Bayona | Guanyador |
| 2010 | Mapa dels sons de Tòquio | Isabel Coixet       | Nominat   |
| 2011 | Buried (Enterrat)        | Rodrigo Cortés      | Guanyador |
| 2012 | La piel que habito       | Pedro Almodóvar     | Nominat   |
| 2012 | Blackthorn               | Mateo Gil           | Nominat   |
| 2012 | EVA                      | Kike Maíllo         | Nominat   |
| 2013 | The Impossible           | Juan Antonio Bayona | Guanyador |
| 2015 | El niño                  | Daniel Monzón       | Guanyador |
| 2016 | Anacleto: Agent secret   | Javier Ruiz Caldera | Nominat   |
| 2017 | Un monstre em ve a veure | Juan Antonio Bayona | Guanyador |
| 2020 | Dolor y gloria           | Pedro Almodóvar     | Nominat   |
| 2022 | Tres                     | Juanjo Giménez Peña | Guanyador |
| 2022 | Madres paralelas         | Pedro Almodóvar     | Nominat   |
| 2023 | Un any, una nit          | Isaki Lacuesta      | Nominat   |
| 2024 | La societat de la neu    | Juan Antonio Bayona | Guanyador |
| 2024 | La habitación de al lado | Pedro Almodóvar     | Nominat   |